# Montrose Mausoleum

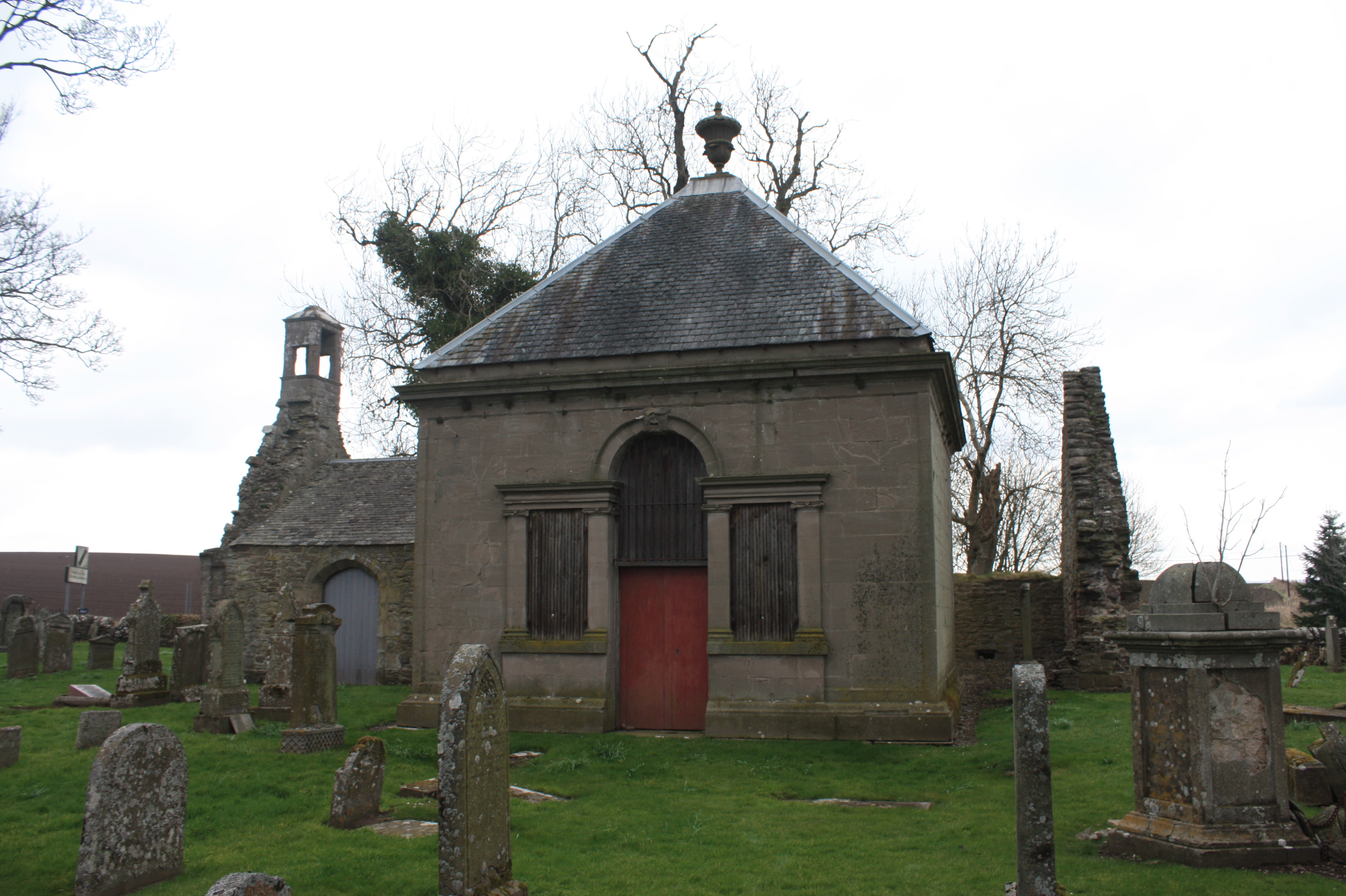
Montrose Mausoleum

Das Montrose Mausoleum ist ein Mausoleum in der schottischen Ortschaft Aberuthven in der Council Area Perth and Kinross. 1971 wurde das Bauwerk in die schottischen Denkmallisten in der höchsten Denkmalkategorie A aufgenommen.

## Geschichte
Bereits im Mittelalter wurde die St Kattan’s Chapel errichtet. Der Bruchsteinbau wurde im Jahre 1683 obsolet und ist heute nur noch als Ruine erhalten. Der umgebende, von einer Bruchsteinmauer umfriedete Friedhof wurde bis in das 18. Jahrhundert genutzt. Die in Kincardineshire ansässigen Dukes of Montrose ließen das Montrose Mausoleum im Jahre 1736 auf dem Friedhof der St Kattan’s Chapel errichten. Für den Entwurf zeichnet der schottische Architekt William Adam verantwortlich. James Graham, 3. Duke of Montrose (1755–1836) ist der letzte Duke, der dort beigesetzt wurde.

## Beschreibung
Das Montrose Mausoleum grenzt direkt an die St Kattan’s Chapel an, die am Westrand der kleinen Ortschaft steht. Es weist einen quadratischen Grundriss auf. Der Eingangsbereich ist im Stile eines venezianischen Fensters mit ionischen Pilastern ausgestaltet. Ursprünglich war das abschließende Pyramidendach mit Steinplatten gedeckt. Nachdem sich das Dach jedoch als undicht erwiesen hatte, wurde die heutige Schiefereindeckung veranlasst. Auf der Spitze des Dachs ruht eine skulpturierte Urne.